# Peña Vieja
Peña Vieja (Peña Vieya en asturiano) es un pico calcáreo enclavado en el Macizo Central de los Picos de Europa o macizo de los Urrieles, en Cantabria. Administrativamente, Peña Vieja se encuentra situado en el municipio cántabro de Camaleño y dentro del parque nacional de Picos de Europa.

## Orografía

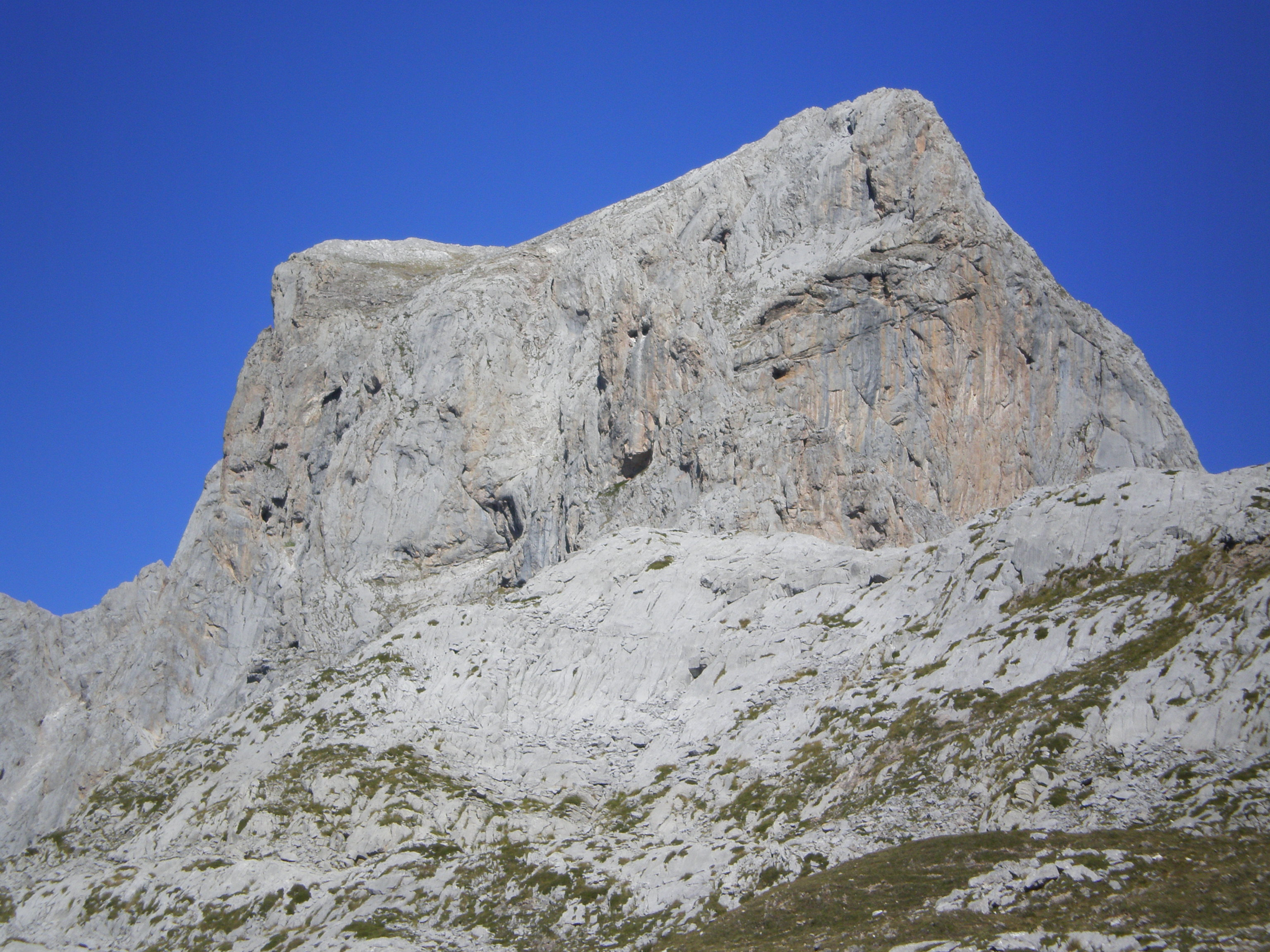
Peña Vieja y Peña Olvidada desde la estación superior de El Cable, Fuente Dé.

Con sus 2617 metros de altitud representa el segundo pico más alto localizado íntregramente dentro del territorio de Cantabria. Tradicionalmente se ha pensado que era la cima más alta de Cantabria, aunque en realidad el honor pertenece a Torre Blanca.
Desde su cumbre se puede bajar con esquíes a través del Valle de las Moñetas hasta las Vegas de Sotres.

## Primera ascensión
La primera ascensión conocida se debe al conde Saint-Saud, acompañado de Cosme Soberón y Jerónimo Prieto, el 9 de julio de 1890. 

## Ascensión
Subiendo por el collado de la Canalona es uno de los picos de 2600 metros más gratificantes de conquistar de Picos de Europa.